# شورش نخست سیمیتقو شکاک
شورش نخست سیمیتقو شکاک از سال ۱۹۱۸ تا ۱۹۲۲ میلادی توسط چند قبیله کرد که از پشتیبانی امپراتوری عثمانی برخوردار بودند علیه حکومت ایران رخ داد. رهبری این شورش را اسماعیل سیمیتقو از ایل شکاک به عهده داشت.
با پیروزی کودتای ۳ اسفند ۱۲۹۹ و قدرت گرفتن رضاشاه او توانست این شورش و خیزش‌های دیگری مانند جنبش جنگل به فرماندهی میرزا کوچک خان جنگلی و شورش محمدتقی پسیان را سرکوب نماید. شورش ایل شکاک موجب مرگ نزدیک به ۵۰۰۰ نفر شد که بسیاری از آنان آشوریان غیرنظامی بودند که توسط نیروهای سمیتقو کشتار شدند.

## تاریخچه

### شورش
اسماعیل سیمیتقو با بهره بردن از اوضاع آشفته ایران در ایام جنگ جهانی اول در تابستان سال ۱۹۱۸ میلادی قدرت خود را در غرب دریاچه ارومیه تثبیت نمود و تا سال ۱۹۱۹ میلادی توانست نیرویی به اندازه ۲۰۰۰۰ نفر از کردها را پیرامون خویش جمع نموده و دولتی خودمختار با مرکزیت ارومیه بنا نهد. علاوه بر نیروهای محلی سمیتقو از صدها سرباز مزدور که از امپراتوری عثمانی به خاک ایران وارد می‌شدند هم بهره می‌برد.
پس از فتح ارومیه تیمورآقا شکاک به اداره امور شهر منصوب شد و سیمیتقو کوشید ضمن درگیری با نیروهای ایرانی حوزه نفوذ خود را گسترش دهد. در درگیری‌های گوناگون بعدی شهرهای مهاباد، خوی، میاندوآب، ماکو و پیرانشهر هم به تصرف شورشیان درآمد.
در نبرد گلماخانه شورشیان توانستند بندر گلماخانه را اشغال کنند و جاده تبریز-ارومیه را به تصرف خویش درآورند. رضاشاه خالوقربان را برای مبارزه با شورشیان فرستاد اما او هم در نبرد میاندوآب کشته شد. سیمیتقو خود فرماندهی نیروهایش در فتح مهاباد را به عهده داشت و توانست شهر را فتح نماید. پس از یک نبرد سخت در اکتبر ۱۹۲۱ میلادی نیروهای ایرانی بار دیگر شکست خوردند و ۶۰۰ نفر از نیروهای ژاندارمری به همراه فرمانده‌شان سرلشکر ملک‌زاده کشته شدند. پس از فتح مراغه سیمیتقو لرهای ساکن غرب ایران را هم به شورش فراخواند.
در این زمان دولت ایران تلاش داشت تا با سیمیتقو به توافق برسد و به کردها خودمختاری بدهد. در مقابل اما نیروی سیمیتقو به صورت دائم در حال افزایش بود و او در سال ۱۹۲۲ میلادی شهرهای بانه و سردشت را هم به تصرف خود درآورد.
بالاخره در سال ۱۹۲۲ میلادی (مرداد ۱۳۰۱ شمسی) نیروهای ایرانی که توانشان را ۱۰۰۰۰ نفر دانسته‌اند در نبرد شکریازی در نزدیکی سلماس نیروهای سیمیتقو را شکست داده و قلعه چهریق را فتح کردند. سیمیتقو که نیروهای خود را رها کرده بود به همراهی تعدادی از همراهان خود به ترکیه گریخت و درآنجا اسلحه خود را کنار گذاشته و خود را تسلیم نمود.

### پسایند
سیمیتقو یکبار دیگر در سال ۱۹۲۶ میلادی توانست بر ایل خودش مسلط شود و شورش دیگری را راه بیندازد (شورش دوم سیمیتقو شکاک). با این حال وقتی که او با ارتش ایران درگیری شد نیمی از نیروهایش همراه با رئیس پیشین ایل به او خیانت کردند و اینبار سیمیتقو به عراق گریخت.
در سال ۱۹۳۰ میلادی فرمانده ارتش ایران حسن مقدم نامه‌ای به سیمیتقو که در روستای بارزان سکونت داشت نوشت و از او خواست تا در اشنویه با یکدیگر ملاقات کنند. سیمیتقو پس از مشورت با یارانش تصمیم گرفت به این ملاقات برود. او و همراهانش در اشنویه به منزل سرهنگ نوروزی رفتند. سرهنگ نوروزی سیمیتقو را قانع کرد تا برای پیشواز فرمانده ارتش به حومه شهر بروند اما این یک تله بود. سیمیتقو در شامگاه ۳۰ ژوئن ۱۹۳۰ میلادی در این تله گرفتار شد و جان سپرد.

## مداخلات خارجی
دولت قاجار بریتانیا و عراق را به تشویق ناآرامی‌ها متهم کرد، به خصوص که سیمیتقو و سردار رشید پس از شورش به عراق فرار کردند.
نشانه‌هایی از کمک امپراتوری عثمانی به این شورشیان دیده می‌شود. آنچنان‌که مقاله‌ای در نیویورک تایمز در ۱۰ ژوئیه ۱۹۲۲ منتشر شد و بیان می‌داشت:
گفته می‌شود سیمیتقو ۸۵۰۰۰ نفر را فرماندهی می‌کند و مصطفی کمال آتاترک و مصطفی کمال پاشا، وزیر جنگ (پیشین) عثمانی به او کمک می‌کنند.
سربازان سیمیتقو به امپراتوری عثمانی در کشتار مسیحیانی که به ایران فرار می‌کردند یاری می‌نمود.

## میراث
شورش سیمیتقو را برخی تلاشی از جانب یک رئیس قبیله قدرتمند در راستای ایجاد اقتدار شخصی در برابر دولت می‌دانند. اگرچه عناصری از ملی‌گرایی کردی در جنبش سیمیتقو حضور داشت اما مورخان توافق دارند که این عناصر محدود برای تبدیل این شورش به عملی که در آن هویت کردی عنصر پایه‌ای است کفایت نمی‌کند. شورش سیمیتقو فاقد هر شکلی از سازمان‌دهی اداری بود و هدف اصلی سیمیتقو صرفاً غارت نواحی بود. دولت ایران یا مردمان غیرکرد تنها قربانیان شورش سیمیتقو نبودند و کردها هم در جریان این شورش مورد آزار و غارت نیروهای سیمیتقو قرار گرفتند. آنچنان‌که می‌توان گفت نیروهای سیمیتقو هیچ احساس اتحاد و همبستگی با دیگر مردمان کرد نداشتند.